# Energy Community
Die Energy Community, früher auch als Energy Community of South East Europe bezeichnet, ist eine internationale Organisation, die zwischen der Europäischen Union (EU) und einer Reihe von Drittstaaten gebildet wird, um den EU-internen Energiemarkt nach Südosteuropa und darüber hinaus zu erweitern. Mit ihrer Unterschrift verpflichteten sich die Unterzeichnerstaaten selbst, den in der EU vereinbarten Acquis communautaire für Energie anzuerkennen, einen entsprechenden regulatorischen Rahmen zu entwickeln und ihre Energiemärkte nach den Vorgaben des Acquis und des Vertrages zu liberalisieren.

## Geschichte
Die Wurzeln der Energy Community gehen zurück auf das Abkommen über den südosteuropäischen regionalen Markt für Elektrizität und Erdgas, das im Rahmen des Stabilitätspaktes für Südosteuropa im  Memorandum von Athen verankert ist. Demzufolge verkörpert die Schaffung der Energy Community einen wichtigen politischen Schritt in einem wirtschaftlichen Schlüsselsektor vor dem Aufstieg der Gründungsstaaten zur EU.
Der institutionelle Rahmen der Energy Community zeigt eine große Übereinstimmung zu dem der EU. In den Verhandlungen zu diesem Abkommen wiederholte die Kommission die Institutionen, die von den Gründervätern der Europäischen Gemeinschaft geschaffen wurden und setzte sie außerhalb ihrer Grenzen neu auf. Anlässlich der Unterzeichnung des Vertrages stellte die EU eine geistige Übereinstimmung mit der Europäischen Gemeinschaft für Kohle und Stahl fest, die Vorgängerin der EU war.
Der Ministerrat der Energy Community entschied 2007, eine Task Force zur Energieeffizienz einzurichten, die 2013 umbenannt wurde in Energy Efficiency Coordination Group (EECG), und die eine breite Plattform entstehen ließ für die Zusammenarbeit zwischen Repräsentanten der Ministerien und Agenturen für Energie und Energieeffizienz der Unterzeichnerstaaten, den Beobachterländern und den Teilnehmern. Seit 2009 besetzt die Energy Community das Herzstück des EU Energie-Acquis.  Auf dem Gebiet der Erneuerbaren Energien begann 2008 die Diskussion um die Erneuerbare-Energien-Richtlinie der EU. Der Ministerrat richtete 2009 eine Task Force für Erneuerbare Energien ein und versah 2012 die entsprechende EU-Richtlinie mit verbindlichen Vorgaben für 2020. Im Oktober 2015 entschieden die Minister, die Task Force für Erneuerbare Energien zu reaktivieren, die Task Force für Umweltschutz war seit 2011 aktiv.
Die Organisation ist zunächst für eine Laufzeit von zehn Jahren errichtet worden. Der Ministerrat hat 2013 die Verlängerung bis 2026 beschlossen. Der Rechtsrahmen wurde 2018 neu aufgelegt.

## Ziele
Nach dem Inkrafttreten des Vertragsacquis wurde dieser bei verschiedenen Gelegenheiten erweitert und enthält nun auch die Gesetzgebung in Bezug auf Versorgungssicherheit, Energieeffizienz, Öl, Erneuerbare Energien, Statistik, Infrastruktur und Klima.
In Übereinstimmung mit der Erneuerung auf EU-Ebene übertrug und führte die Energy Community das Dritte Energiepaket der EU seit 2011 ein. Der Ministerrat übernahm fünf bedeutende Gesetzgebungsverfahren, die von dem EU Saubere Energien Paket übernommen wurden. Ziele für Erneuerbare Energien, Energieeffizienz und Verminderung von Treibhausgasen bis 2030 sollen gemäß der Fertigstellung einer Studie der EU im Ministerrat 2022 übernommen werden.

## Organisation
Die Gremien der Organisation sind:
- der Ministerrat
- die Ständige Obere Entscheidungsgruppe
- der Vorstand der Regulatoren
- die Foren.

Die Beschlussgremien treffen rechtsverbindliche Entscheidungen und Empfehlungen zur selbständigen Umsetzung durch die Mitglieder.
Der Ministerrat ist das oberste Entscheidungsorgan der Energy Community. Er trifft die wichtigsten politischen Entscheidungen und übernimmt die Vorschriften und Verfahren der EU. Der Ministerrat setzt sich zusammen aus je einem Repräsentanten der Vertragspartner, üblicherweise der jeweilige Energieminister, zwei Vertretern der EU, der EU-Kommissar für Energie und ein hochrangiger Vertreter des EU-Präsidenten.
In der Ständigen Oberen Entscheidungsgruppe treffen sich Spitzenbeamte der jeweiligen Vertragspartner und zwei Vertreter der EU. Hier werden die Kontinuität und die Umsetzung der politischen Treffen der Minister abgesichert und in bestimmten Fällen Entscheidungen zur Ausführung getroffen.
Der Vorstand der Regulatoren ist zusammengesetzt aus hochrangigen Vertretern der nationalen Energieaufsichtsbehörden der Vertragsstaaten, Beobachtern und Teilnehmern. Er berät den Ministerrat der Energy Community und die Ständige Obere Gruppe bei Einzelheiten des Vertrages, technischen und regulatorischen Bestimmungen und macht Vorschläge im Falle von grenzüberschreitenden Auseinandersetzungen zwischen Regulatoren. Der Vorstand kann regulatorische Maßnahmen ergreifen, wenn der Ministerrat ihn dazu ermächtigt.
Dem Vorstand der Regulatoren sitzt gegenwärtig der Präsident (2020–2013) Marko Bislimoski, Präsident der Regulierungsbehörde für die Energie- und Wasserversorgung von Nordmazedonien vor. Die EU, vertreten durch die EU-Kommission, nimmt die Aufgaben des stellvertretenden Vorsitzenden wahr und wird assistiert von der Agency for the Cooperation of Energy Regulators (ACER). Der Vorstand trifft sich zu Sitzungen in Athen; er wird durch das Sekretariat der Energy Community unterstützt.
Die Foren sind Beratungsgremien, die unter dem Vorsitz der EU die Interessen der industriellen Anteilseigner mit denen der Regulatoren, Industrieverbände und Verbraucher vereinigen. Ihre einvernehmlichen Beschlüsse werden der Ständigen Gruppe vorgetragen.

## Kritik
Der Vertrag wurde vom Europäischen Gewerkschaftsverband wegen des Mangels an sozialer Ebene kritisiert. Der Acquis der Energy Community mache eine ausdrückliche Reverenz an die Verpflichtungen öffentlicher Dienstleistungsunternehmen und den Verbraucherschutz. Während dem Vertrag die rechtlich verbindliche Bindung des Acquis an einen sozialen Dialog fehle, hätten die Vertragspartner eine rechtlich verbindliche Verpflichtung, die soziale Dimension in diesem Prozess zu fördern. Im Oktober 2007 unterzeichneten die Parteien ein Verständigungsmemorandum zur Sozialen Frage im Rahmen der Energy Community. Das Memorandum erkenne an, dass die wirtschaftliche Entwicklung und der soziale Fortschritt gegenseitig verbunden sind und Hand in Hand gehen sollten. Es drücke auch die Bedeutung und Notwendigkeit aus, die Sozialpartner in den Reformprozess einzubeziehen. Die Ukraine und Moldawien haben dieses Memorandum 2011 unterzeichnet.
Umweltschutzorganisationen aus Südosteuropa kritisierten den Prozess im Dezember 2008, weil sie glaubten, dass die EC zu viele unzureichende Schutzmechanismen enthalte, um die gutgemeinte Förderung der Energieeffizienz und der Erneuerbaren Energien nicht durch die Förderung von großen und umweltschädigenden Kohle- und Wärmekraftwerken abzuwürgen.